# Latin botanique
En botanique, comme dans d’autres sciences dites « naturelles », l’usage du latin existe sans discontinuer depuis que Carl von Linné, en 1753, a mis au point ce que nous appelons désormais « la nomenclature binominale ».
Mais les botanistes du début du XXIe siècle, contrairement à d'autres scientifiques, avaient également une obligation pour valider leurs définitions des types d'une espèce : c'est en langue latine qu'ils devaient non seulement rédiger, mais également publier, leur diagnose (ou étude descriptive). Ce qui n'est plus le cas depuis la publication de l'article 39.2 du dernier Code international de nomenclature pour les algues, les champignons et les plantes : depuis le 1er janvier 2012, tout nouveau taxon peut avoir une diagnose rédigée en latin OU en langue anglaise.
Jusqu'au 1er janvier 2012, sans diagnose latine, tout nom de plante se voyait réduit à n'être qu'un Nomen nudum. Désormais tout nouveau nom de plante peut être accompagné d'une diagnose rédigée seulement en anglais.